# Campeonato Pernambucano de Futsal
O Campeonato Pernambucano de Futsal é uma competição organizada e realiza pela Federação Pernambucana de Futsal (FPFS). As competições eram promovidas pela Federação Pernambucana de Desportos Amadores (FPDA), que realizou o primeiro Pernambucano de Futebol de Salão em 1960. A competição contou com a participação de equipes do Recife, Caruaru, Vitória de Santo Antão e outras cidades do Estado.
A competição tem um histórico de levar grandes públicos para as partidas, seja na capital ou no interior, além de contar com clubes campeões nacionais em diversas categorias, e também equipes do inteiro que também já foram campeãs, sendo um campeonato democrático.

## Lista dos Campeões

### (FPDA)[4]

#### Competição organizada pela Federação Pernambucana de Desportos Amadores
| Edição | Ano  | Campeão    | Vice-campeão |
| ------ | ---- | ---------- | ------------ |
| 1ª     | 1960 | Santa Cruz | Futurense    |

### (FPFS)

#### Competição organizada pela Federação Pernambucana de Futsal
| Edição                       | Ano  | Campeão             | Vice-campeão        |  |
| ---------------------------- | ---- | ------------------- | ------------------- |  |
| 1ª                           | 1962 | AE Líbano           |                     |  |
| 2ª                           | 1963 | AA Afogados         |                     |  |
| Não Houve Competição em 1964 |      |                     |                     |  |
| 3ª                           | 1965 | Náutico             |                     |  |
| 4ª                           | 1966 | AA Afogados         | Náutico             |  |
| 5ª                           | 1967 | AA Afogados         | Náutico             |  |
| 6ª                           | 1968 | Náutico             |                     |  |
| 7ª                           | 1969 | Náutico             |                     |  |
| 8ª                           | 1970 | Náutico             |                     |  |
| 9ª                           | 1971 | Náutico             |                     |  |
| 10ª                          | 1972 | Náutico             |                     |  |
| 11ª                          | 1973 | Náutico             |                     |  |
| 12ª                          | 1974 | Náutico             |                     |  |
| 13ª                          | 1975 | Náutico             |                     |  |
| 14ª                          | 1976 | Náutico             |                     |  |
| 15ª                          | 1977 | Santa Cruz          |                     |  |
| 16ª                          | 1978 | Náutico             |                     |  |
| 17ª                          | 1979 | Santa Cruz          |                     |  |
| 18ª                          | 1980 | Náutico             |                     |  |
| 19ª                          | 1981 | Sport               | Santa Cruz          |  |
| 20ª                          | 1982 | AA Bandepe          | Desportiva Pitu     |  |
| 21ª                          | 1983 | Desportiva Pitu     | AA Bandepe          |  |
| 22ª                          | 1984 | AA Bandepe          |                     |  |
| 23ª                          | 1985 | AA Bandepe          |                     |  |
| 24ª                          | 1986 | Santa Cruz          |                     |  |
| 25ª                          | 1987 | Náutico             |                     |  |
| 26ª                          | 1988 | Votorantim          |                     |  |
| 27ª                          | 1989 | Votorantim          |                     |  |
| 28ª                          | 1990 | Votorantim          |                     |  |
| 29ª                          | 1991 | Votorantim          |                     |  |
| 30ª                          | 1992 | Votorantim          |                     |  |
| 31ª                          | 1993 | Votorantim          |                     |  |
| 32ª                          | 1994 | Votorantim          |                     |  |
| 33ª                          | 1995 | Votorantim          |                     |  |
| 34ª                          | 1996 | Votorantim          |                     |  |
| 35ª                          | 1997 | AE Renovadora Frevo |                     |  |
| 36ª                          | 1998 | Santa Cruz          |                     |  |
| 37ª                          | 1999 | Sport               |                     |  |
| 38ª                          | 2000 | Sport               |                     |  |
| 39ª                          | 2001 | Sport               |                     |  |
| 40ª                          | 2002 | AA Universo         |                     |  |
| 41ª                          | 2003 | Atlético Goiana     | AA Universo         |  |
| 42ª                          | 2004 | AA Universo         |                     |  |
| 43ª                          | 2005 | AA Universo         |                     |  |
| 44ª                          | 2006 | AA Universo         |                     |  |
| 45ª                          | 2007 | AA Universo         |                     |  |
| 46ª                          | 2008 | ABF/Bezerros        | AD Tigre            |  |
| 47ª                          | 2009 | AD Tigre            |                     |  |
| 48ª                          | 2010 | AD Tigre            | Atlético Goiana     |  |
| 49ª                          | 2011 | AD Tigre            | Sport               |  |
| 50ª                          | 2012 | AD Tigre            | Santa Cruz          |  |
| 51ª                          | 2013 | Central             | AD Tigre            |  |
| 52ª                          | 2014 | AD Tigre            | Santa Cruz          |  |
| 53ª                          | 2015 | Santa Cruz          | Central             |  |
| 54ª                          | 2016 | Náutico             | Capelle/Ribeirão    |  |
| 55ª                          | 2017 | ASEC/Caruaru        | AEST/Tamandaré      |  |
| 56ª                          | 2018 | AEST/Tamandaré      | ASEC/Caruaru        |  |
| 57ª                          | 2019 | ASEC/Caruaru        | AE Garapa           |  |
| 58ª                          | 2020 | Una City/Água Preta | Capelle/Ribeirão    |  |
| 59ª                          | 2021 | AEST/Tamandaré      | Una City/Água Preta |  |
| 60ª                          | 2022 | AEST/Tamandaré      | Atlético Goiana     |  |
| 61ª                          | 2023 | AEST/Tamandaré      | Sport               |  |
| 62ª                          | 2024 | Sport               | ASEC/Caruaru        |  |

### Títulos por equipe
| Equipe              | Títulos                                                                    | Vices              |
| ------------------- | -------------------------------------------------------------------------- | ------------------ |
| Náutico             | 14 (1965,1968,1969,1970,1971,1972,1973,1974,1975,1976,1978,1980,1987,2016) | 2 (1966,1967)      |
| Votorantim          | 9 (1988,1989,1990,1991,1992,1993,1994,1995,1996)                           | -                  |
| Santa Cruz          | 6 (1960,1977,1979,1986,1998,2015)                                          | 3 (1981,2012,2014) |
| AD Tigre            | 5 (2009,2010,2011,2012,2014)                                               | 2 (2008,2013)      |
| AA Universo         | 5 (2002,2004,2005,2006,2007)                                               | 1 (2003)           |
| Sport               | 5 (1981,1999,2000,2001,2024)                                               | 2 (2011,2023)      |
| AEST/Tamandaré      | 4 (2018,2021,2022,2023)                                                    | 1 (2017)           |
| AA Bandepe          | 3 (1982,1984,1985)                                                         | 2 (1983)           |
| AA Afogados         | 3 (1963,1966,1967)                                                         | -                  |
| ASEC/Caruaru        | 2 (2017,2019)                                                              | 2 (2018,2024)      |
| Una City            | 1 (2020)                                                                   | 1 (2021)           |
| Central             | 1 (2013)                                                                   | 1 (2015)           |
| ABF/Bezerros        | 1 (2008)                                                                   | -                  |
| Atlético Goiana     | 1 (2003)                                                                   | 2 (2010,2022)      |
| AE Renovadora Frevo | 1 (1997)                                                                   | -                  |
| Deportiva Pitú      | 1 (1983)                                                                   | 1 (1982)           |
| AE Líbano           | 1 (1962)                                                                   | -                  |

## Outra competições
- Campeonato Estadual Adulto Feminino
- Campeonato Estadual: Sub: 07, 09 E 11, 13, 15, 17 e 20 Masculino
- Campeonato Estadual: Sub 17, 20 e Adulto Feminino
- Campeonato Intermunicipal: Sub 17 e Sub 20 Masculino
- Copa Estado de Pernambuco: Adulto Masculino
- Copa Master Adulto Masculino
- Intermunicipal Adulto Masculino